# Stranger (пісня Гіларі Дафф)
«Stranger» — третій та фінальний сингл четвертого студійного альбому американської поп-співачки Гіларі Дафф — «Dignity». В США сингл вийшов 25 червня 2007. Пісня написана Гіларі Дафф, Карою ДіоГуарді, Вадою Ноублс, Дерріком Харвіном та Юліасом «Logic» Діасом; спродюсована Вадою Ноублс, Дерріком Харвіном та Юліасом «Logic» Діасом. Пізніше пісня увійшла до збірника хітів Дафф «Best of Hilary Duff» (2008). Музичне відео зрежисоване Фатімою Робінсон; прем'єра відеокліпу відбулась 30 травня 2007.
У пісні використовуються деякі елементи з арабської музики, а у музичному відео присутній танець живота. Текст пісні написаний Дафф під враженням розлучення своїх батьків; головним чином від її думок про те, як її матір мала почувати себе щодо позашлюбної зради чоловіка. Сингл досяг 97 місця чарту Billboard Hot 100 та першого місця чарту Dance Club Songs.

## Зміст
Ходили чутки, що пісня написана про стосунки Дафф із її колишнім хлопцем Джоелем Медденом. Проте, відповідно до Дафф, пісня написана про те, як вона думала почувала себе її матір біля її батька, який мав позашлюбні стосунки із іншою жінкою. Дафф написала пісню у вигляді, який би натякав на її власні стосунки, аби не привертати увагу до напруженої ситуації між її батьками. Пізніше Дафф вирішила розкрити сенс пісні, кажучи що «я зрозуміла, що багато людей можуть зрозуміти те, через що я пройшла». Інша пісня із альбому під назвою «Gypsy Woman» також написана про ситуації із її батьками. В інтерв'ю із Access Hollywood Дафф сказала, що написання цих пісень «було в своєму сенсі терапією. Випускання назовні всіх тих речей, які накопичилися всередині».

## Музичне відео
Музичне відео зрежисоване Фатімою Робінсон. Зйомки проходили між 10 і 12 травня 2007 в особняку у районі Сільвер Лейк в Лос-Анджелесі. Під час зйомок Дафф була із простудою, але впоралася із роботою, оскільки мала підтримку від режисера і прихильність до пісні. Дафф сказала, що на той час музичне відео до пісні «Stranger» було її найкращою роботою. Чоловічу роль у музичному відео грав модель Нік Ханслоу.
Прем'єра відеокліпу відбулась 30 травня 2007 на Yahoo!. 6 червня 2007 відбулася перша трансляція відеокліпу в програмі каналу MTV Total Request Live.

## Список пісень
Промо-CD-сингл
1. «Stranger»
2. «Stranger» (Vada Nobles mix)

CD-сингл для Іспанії
1. «Stranger» (альбомна версія)
2. «Stranger» (Smax & Thomas Gold club mix)
3. «Stranger» (Wawa mix)
4. «With Love» (Bimbo Jones club mix)

CD-сингл для Мексики
1. «Stranger» — 4:12
2. «Stranger» (WaWa mix) — 7:09
3. «Stranger» (A Castillo club mix) — 6:46

CD-сингл для Британії
1. «Stranger» (Wawa Club Mix) — 7:04
2. «Stranger» (Wawa Dub Mix) — 6:17
3. «Stranger» (Wawa Radio Mix) — 3:10

Максі CD-сингл для Британії
1. «Stranger» (Wawa Remix) — 7:08
2. «Stranger» (Smax & Gold Remix) — 8:50
3. «Stranger» (Wawa Dub) — 6:20
4. «Stranger» (Smax & Gold Dub) — 8:34

Клубні ремікси (Мініальбом)
1. «Stranger» (Vission vs. Audé Remix)
2. «Stranger» (Vission vs. Audé One Dub)
3. «Stranger» (Vission vs. Audé Mixshow)
4. «Stranger» (Vission Solmatic)
5. «Stranger» (Jody den Broeder 86 Remix)
6. «Stranger» (Jody den Broeder Royal Dub)
7. «Stranger» (Albert Castillo Club Mix)

Мініальбом із реміксами
1. «Stranger» Stranger (Vission Solmatic Mix) — 6:22
2. «Stranger» Stranger (Albert Castillo Radio Edit) — 3:51
3. «Stranger» Stranger (Albert Castillo Club Mix) — 6:47
4. «Stranger» Stranger (Albert Castillo Remix) — 3:51
5. «Stranger» Stranger (Vission vs. Audé Remix) — 6:05
6. «Stranger» Stranger (Vission vs. Audé Edit) — 3:22
7. «Stranger» Stranger (Vission vs. Audé Mixshow) — 5:36
8. «Stranger» Stranger (Vission vs. Audé One Dub) — 5:20
9. «Stranger» Stranger (Jody den Broeder 86 Remix) — 7:28
10. «Stranger» Stranger (Jody den Broeder 86 Edit) — 4:03
11. «Stranger» Stranger (Jody den Broeder Royal Dub) — 8:07
12. «Stranger» Stranger (Bermudez & Preve Blue Room Neon Mix Radio Version) — 3:31
13. «Stranger» Stranger (Bermudez & Preve Blue Room Neon Mix Mixshow Version) — 4:39
14. «Stranger» Stranger (Original Edit) — 3:22

## Ремікси
- Stranger (Albert Castillo Radio Edit)
- Stranger (Albert Castillo Club Mix)
- Stranger (Jody den Broeder Radio Edit)
- Stranger (Jody den Broeder Club Mix)
- Stranger (Jody den Broeder Royal Dub)
- Stranger (Jody den Broeder Mixshow) (версія кліпу)
- Stranger (Wawa Radio Edit)
- Stranger (Wawa Club Mix)
- Stranger (Wawa Dub)
- Stranger (Smax & Gold Club Mix)
- Stranger (Smax & Gold Radio Edit)
- Stranger (Smax & Gold Radio Dub)
- Stranger (Bermudez & Preve Blue Neon Radio Edit)
- Stranger (Bermudez & Preve Blue Neon Mixshow)
- Stranger (Vission Solmatic Remix) (Richard Vission)
- Stranger (Vission Vs. Aude Radio Edit)
- Stranger (Vission Vs. Aude Mixshow)
- Stranger (Vission Vs. Aude Club Mix)

## Нагороди і номінації

### Radio Disney Music Awards
| Рік  | Номіновано | Нагорода              | Результат |
| ---- | ---------- | --------------------- | --------- |
| 2007 | «Stranger» | Best Video That Rocks | Перемога  |

### Blender Magazine Awards
| Рік  | Номіновано | Нагорода                             | Результат |
| ---- | ---------- | ------------------------------------ | --------- |
| 2007 | «Stranger» | Dangerously In Love Song Of The Year | Перемога  |

## Чарти
| Чарт (2007-08)                                    | Місце |
| ------------------------------------------------- | ----- |
| Australian Singles Chart                          | 49    |
| Bulgaria Top 40                                   | 2     |
| Canada (Canadian Hot 100)                         | 86    |
| Croatian Singles Chart (Croatian Radiotelevision) | 3     |
| Eurochart Hot 100 Singles                         | 139   |
| European Hit Radio                                | 15    |
| Greece Digital Songs (Billboard)                  | 42    |
| Hong Kong Metro Radio                             | 1     |
| Italian Singles Chart                             | 6     |
| Spanish Singles Chart                             | 14    |
| Malta Airplay Chart                               | 7     |
| Mexico Top 100 Singles (Monitor Latino)           | 80    |
| Russia Power Top 50 (Tophit)                      | 22    |
| Singapore Top 20                                  | 8     |
| UK Singles (Official Charts Company)              | 196   |
| US Billboard Hot 100                              | 97    |
| US Billboard Dance Club Songs                     | 1     |
| US Billboard Pop 100                              | 83    |

## Історія релізів
| Країна          | Дата           | Формат                                         | Лейбл     |
| --------------- | -------------- | ---------------------------------------------- | --------- |
| Франція         | 25 червня 2007 | Цифрове завантаження (клубний мікс WaWa)       | Angel     |
| Німеччина       | 25 червня 2007 | Цифрове завантаження (клубний мікс WaWa)       | Angel     |
| Італія          | 25 червня 2007 | Цифрове завантаження (клубний мікс WaWa)       | Angel     |
| Іспанія         | 25 червня 2007 | Цифрове завантаження (клубний мікс WaWa)       | Angel     |
| США             | 10 липня 2007  | Mainstream radio                               | Hollywood |
| Франція         | 3 вересня 2007 | Цифрове завантаження (радіо-версія міксу WaWa) | Angel     |
| Німеччина       | 3 вересня 2007 | Цифрове завантаження (радіо-версія міксу WaWa) | Angel     |
| Італія          | 3 вересня 2007 | Цифрове завантаження (радіо-версія міксу WaWa) | Angel     |
| Іспанія         | 3 вересня 2007 | Цифрове завантаження (радіо-версія міксу WaWa) | Angel     |
| Велика Британія | 3 вересня 2007 | Цифрове завантаження (радіо-версія міксу WaWa) | Angel     |
| Велика Британія | 3 вересня 2007 | Цифрове завантаження (Мініальбом)              | Angel     |